# Joachim de Beaumont

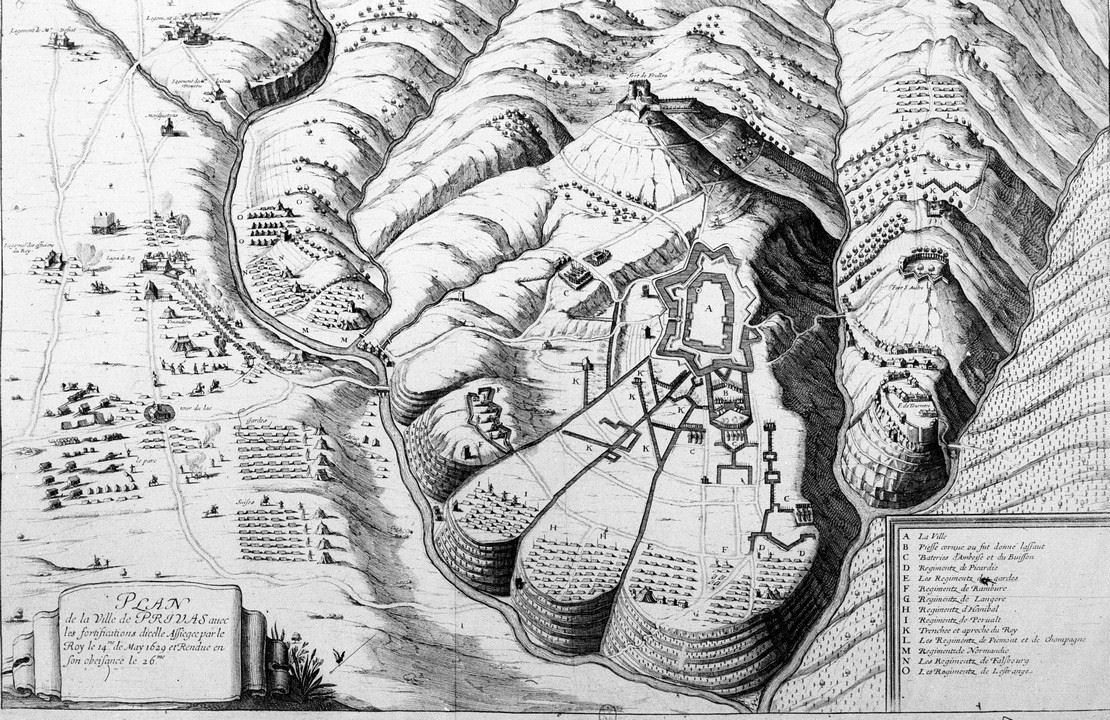
De belegering van Privas door het koninklijk leger in 1629

Joachim de Beaumont (1577-1628) was een legeraanvoerder van de hugenoten in Vivarais tijdens de Hugenotenopstanden in de eerste helft van de 17e eeuw.
Hij was de zoon van Rostaing de Beaumont en Jeanne de Caire de la Bastide d'Antraigues. Via zijn moeder werd hij heer van Brison, waarvan zijn bijnaam le brave Brison is afgeleid. Zijn familie was verarmde landadel en hij was voorbestemd voor een militaire carrière. 
Hij diende in het regiment van Jacques de Chambaud tijdens de oorlog tegen Savoye in 1600-1601. Na de dood van Chambaud eind 1600 werd het bevel overgenomen door diens schoonzoon René de La-Tour-Gouvernet. Na 1601 leidde Brison een rustig leven en hij werd een huisvriend van zijn voormalige commandant. Hij werd katholiek opgevoed maar ging mogelijk onder invloed van René de La-Tour-Gouvernet over op het protestantisme.
Brison huwde met Marie, de dochter van zijn commandant en Paule de Chambaud. Toen René de La-Tour-Gouvernet sneuvelde in 1617, was Brison zelf al weduwnaar. Paule de Chambaud, barones van Privas, had als rijke en betrekkelijk jonge weduwe verschillende huwelijkskandidaten. Ze koos voor de jonge, katholieke edelman Claude de Hautefort, baron van Lestrange. Het stadsbestuur van het protestantse Privas wilde geen katholieke heer en stelde Joachim de Beaumont voor als huwelijkskandidaat. De barones zag een huwelijk met haar voormalige schoonzoon, die haar antipathiek was, niet zitten. Ondanks een belegering van haar kasteel en een burgeroorlog binnen de stad huwde ze in 1620 toch met Lestrange.
Dit leidde tot een volksopstand in Privas en Paule de Chambaud en haar echtgenoot werden verjaagd uit de stad en hun kasteel werd vernield.
Brison werd door het stadsbestuur aangesteld en bleef Privas leiden tot zijn dood in 1628. Het jaar erop werd de stad ingenomen door de troepen van koning Lodewijk XIII. Zij richtten een slachting aan onder de bevolking en vernielden de stad grotendeels.